# ألان جيراودي
ألان جيراودي (بالفرنسية: Alain Guiraudie)‏ هو كاتب سيناريو ومخرج وممثل فرنسي، ولد في 15 يوليو 1964 في فرنسا. من الجوائز التي نالها جائزة نظرة ما سنة 2013 والسعفة الكويرية سنة 2013.

## أعمال

### أفلام
- (2013) غريب البحيرة[4][5]

## جوائز
- جائزة نظرة ما (2013)
- السعفة الكويرية (2013)

## وصلات خارجية
- ألان جيراودي على موقع IMDb (الإنجليزية)
- ألان جيراودي على موقع ألو سيني (الفرنسية)
- ألان جيراودي على موقع تيرنر كلاسيك موفيز (الإنجليزية)
- ألان جيراودي على موقع أول موفي (الإنجليزية)
- ألان جيراودي على موقع قاعدة بيانات الأفلام السويدية (السويدية)
- ألان جيراودي على موقع قاعدة بيانات الفيلم (الإنجليزية)
- ألان جيراودي على موقع ليتربوكسد (الإنجليزية)
- ألان جيراودي على موقع كينوبويسك (الروسية)